# Česnekový les
Česnekový les je pomístní jméno (mikrotoponymum) lužní dubohabřiny na území města Břeclavi v Jihomoravském kraji. Název odkazuje k česneku medvědímu, který v tomto lese každého jara tvoří hustý souvislý porost. Les se nachází v katastrálním území Poštorná, mezi břeclavskou nemocnicí a železniční tratí.
Území se prostírá v nivě řeky Dyje a je zcela ploché, výškově rozčleněné jen strouhami, trvale nebo periodicky zaplavovanými. Lesem protéká břeclavský Mlýnský náhon a na západě se nachází protáhlé jezírko Štoglovka. Půdní pokryv tvoří říční naplaveniny.
Les patří do Lednicko-valtického areálu a EVL Soutok – Podluží, území CHKO Soutok sem nezasahuje. Sběru listů česneku se zde každoročně věnuje mnoho místních obyvatel, jezdí sem ale i zájemci odjinud. Celoročně je les využíván k příměstské rekreaci. Přes jeho jižní část je plánováno vést obchvat silnice I/55.